# بارتا
بارتا (به لاتین: Barta) یک منطقهٔ مسکونی در بنگلادش است که در ناحیه باریسال واقع شده‌است.